# メシャジ・アジズベコフ
メシャジ・アジズ＝ベク＝オグルィ・アジズベコフ（ロシア語: Мешади Азиз-бек оглы Азизбеков. アゼルバイジャン語: مشه‌دی عزیزبه‌ی‌اوو / Məşədi Əziz bəy oğlu Əzizbəyov〈マシャディ・アジズ＝ベイ＝オグル・アジズベヨフ〉、1876年1月18日 - 1918年9月20日）は、アゼルバイジャン人の革命家である。ロシア社会民主労働党員かつヒンメトのリーダーであり、バクー・コミューンでは内務副委員などを務めた。しかし、1918年7月にコミューンでの権力を失うとバクーを放棄して逃亡を試み、カスピ海対岸で反ボリシェヴィキ勢力に捕らえられ、同志たち（いわゆる「26人のバクー・コミッサール」）とともに9月20日に処刑された。

## 生涯

### 前半生

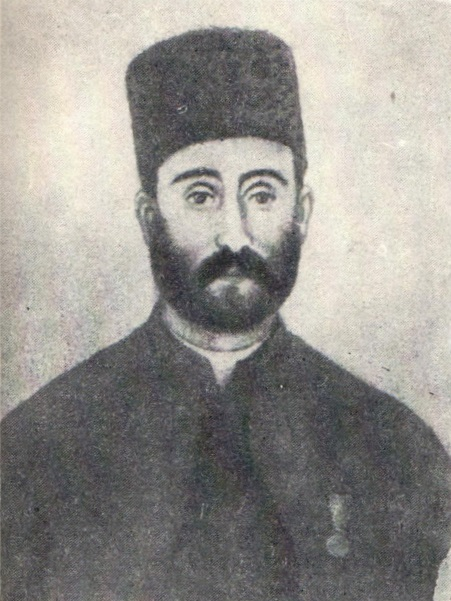
父、アジズ＝ベク

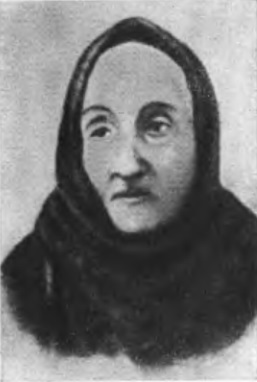
母、サルミナズ

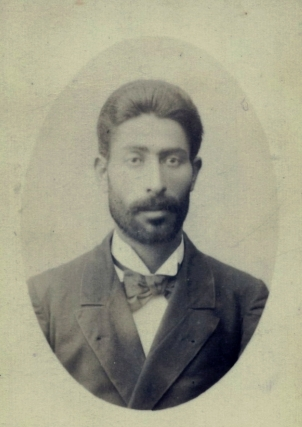
ペテルブルク時代のメシャジ

1876年1月18日（ユリウス暦1月6日）、ロシア帝国バクー県バクー、アジア通り107番地（現在のピョートル・モンチン通り105番地に相当する）に生まれた。煉瓦職人であった父は1889年に流刑先のシベリアで死亡した。バクーの実科学校を卒業後はサンクトペテルブルク国立技術学院へ進み、在学中の1898年からロシア社会民主労働党の党員となった。ペトロパヴロフスク監獄で学生のマリヤ・ヴェトロワ (ru) が自殺した際には、学生を糾合し抗議運動を行った。ロシア第一革命の際にも革命運動に参加し、聖イサアク大聖堂でのデモに参加して逮捕され、クレスティ監獄へ収監されたこともある。1905年にアルメニア・タタール虐殺が発生した際には多くのアルメニア人を救い、翌1906年にはバクーでムスリムによる自警組織を設立した。同時期には、社会民主主義組織「ヒンメト」の幹部も務めている。アジズベコフの旧友は回顧録にこう記している。

### バクーでの活動

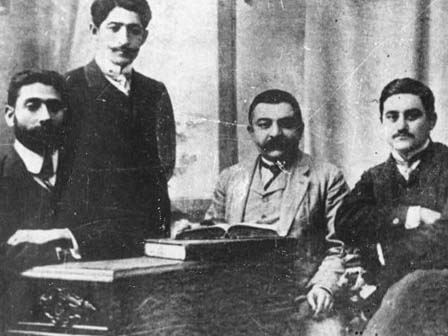
アジズベコフ（左端）とメフメト・エミーン・ラスールザーデ（右端）

1908年に技術学校を卒業してからはバクーで教師として働いていたが、1910年には市議会の労働者代表議員に選出された。また、バクーの貧困層を支援するために文化教育団体を組織し、1913年から翌1914年にかけてストライキを組織し、第一次世界大戦時には多くの難民や負傷者を、彼らの国籍を問わず助けた。同時期に作家のジャリル・マンマドグルザーデから教育問題への貢献を賞して『モッラー・ナスレッディン』紙の創刊号を贈られている。
1917年からバクー・ソビエトのメンバーとなり、同年9月にはバクー油田のゼネストを主導。翌1918年3月に発生したミュサヴァト党による反乱を鎮圧し、バクー・コミューンが発足するとその県委員および内務副委員に就任した。5月からはバクー郡農民ソビエト執行委員会議長となる。この際に結成された革命防衛委員会から、アジズベコフは、スラハニ県から離れ「革命の秩序を回復し、国際的な労働者組織を強化」するよう命じられた。アジズベコフは農民ソビエトの組織と反地主闘争の指揮を行った。アジズベコフの組織的宣伝活動について『バキンスキー・ラボーチー』紙は次のように書いている。
その後、バクー・コミューンで左派が権力を失うと、同年7月31日にアジズベコフたちはカスピ海を渡ってアストラハンへの逃亡を試みた。しかし8月16日に社会革命党に捕らえられ、9月20日夜にカスピ海横断鉄道のペレヴァル駅とアフチャ・クイマ駅の間（クラスノヴォツクからおよそ220キロメートルの地点）で処刑された。
ロシア内戦後、ソ連政府によって発見されたコミッサールの遺体は一度はバクーに葬られたが、2009年にアゼルバイジャン当局によって掘り起こされ、ヒョヴサンへ改葬された。アジズベコフの親族は彼がスヴェランの母の墓の隣に改葬されることを望んでいたが、当局はそれを無視し、彼らに一切情報を与えなかった。そのためにアジズベコフの墓所の正確な位置は今や特定することが不可能になっている。

## 評価
アジズベコフについての評価は未だ定まっていない。新アゼルバイジャン党やミュサヴァト党、人民戦線などの民族主義勢力からは否定的に語られる一方で、共産党など多くの左翼勢力からは特筆すべき偉大な人物としてアジズベコフは見なされている。
ソ連崩壊後、三月事件におけるバクー・コミューンの役割の再評価が進むなか、アゼルバイジャン国立科学アカデミー歴史研究所所長のヤグブ・マフムードフ (ru) は、アジズベコフがサビラバド県とビラスヴァル県で死の部隊を率いて大量殺人を行っていたと発表した。
その一方で、アジズベコフは三月事件の間に「救済委員会」(комитеты спасения) を組織し、放火や破壊行為から数千の人命を保護したとも指摘されている。さらに、コミューンの都市経済人民委員であったナリマン・ナリマノフの報告書には、「占領状態のカフカース」を見たアジズベコフはシャマヒから戻ると「目に涙を浮かべて、道中で目撃した悲劇について語った」とある。
さらに、メシャジの孫息子はこう述べている。
当時のバクーでアジズベコフと協同していたアナスタス・ミコヤンの評によると、アジズベコフは「短気な性分」で、「もっともよい意味に解釈できる革命的狂信とすら言えるような影さえ宿した、革命的情熱の持ち主」だったという。

## 遺産
ソ連政府はアジズベコフたちを英雄として顕彰し、多くの地名や施設にアジズベコフの名が付けられた。メフディ・フセイン (en) は1942年に彼を主人公とした小説「コミッサール」«Комиссар» を執筆し、ルスラン・シャフマリエフ (az) は1975年に「バクー・コミッサール メシャジ・アジズベコフ」(az) という短編ドキュメンタリーを制作した。
1976年にはトカイ・マメドフ (ru) が制作したアジズベコフの彫像がバクーに建てられた。この作品によってマメドフは1978年にソビエト連邦国家賞を受賞したが、2009年4月に彫像は撤去された。アジズベコフの記念碑はアルメニアの首都エレヴァンにも存在したが、トラックの衝突によって損壊したために撤去された。それは公式には事故として処理されたが、アルメニア人のアゼルバイジャン人に対する民族感情に基く意図的な行為ではなかったかと疑われている。

## 親族
メシャジの妻は富豪のザルバリエフの娘で、息子の1人は1903年4月14日に需品監督部門の少将となっている。孫娘のピュスタハニム (az) は歴史家でアゼルバイジャン国立科学アカデミーの会員であり、アゼルバイジャン歴史博物館の館長であった。従兄弟の曾孫は1994年にナゴルノ・カラバフ戦争で戦死した。